# Ouroux-sous-le-Bois-Sainte-Marie
Ouroux-sous-le-Bois-Sainte-Marie ist eine französische Gemeinde mit 66 Einwohnern (Stand 1. Januar 2022) im Département Saône-et-Loire in der Region Bourgogne-Franche-Comté. Sie gehört zum Arrondissement Charolles und zum Gemeindeverband Communauté de communes Brionnais Sud Bourgogne. Die Bewohner werden Oratoriens und Oratoriennes genannt.

## Geografie
Die Gemeinde Ouroux-sous-le-Bois-Sainte-Marie liegt etwa 55 Kilometer westlich von Mâcon in den Hügellandschaften von Brionnais und Charolais. Die kleinen Flussläufe im 4,80 km² großen Gemeindegebiet entwässern nach Nordwesten über die Ozolette zur Arconce im Einzugsgebiet der Loire. Im Norden und Süden der Gemeinde befinden sich kleinere Wälder (Bois de Laye, Bois des Buissons Brûlés). Im äußersten Norden der Gemeinde wird mit 417 m über dem Meer der höchste Punkt erreicht. Nachbargemeinden von Ouroux-sous-le-Bois-Sainte-Marie sind Marcilly-la-Gueurce im Norden, Ozolles im Nordosten, Colombier-en-Brionnais im Osten und Südosten sowie Dyo im Südwesten und Westen.

## Bevölkerungsentwicklung
| Jahr      | 1962 | 1968 | 1975 | 1982 | 1990 | 1999 | 2006 | 2013 | 2021 |
| Einwohner | 108  | 113  | 84   | 81   | 74   | 70   | 69   | 66   | 64   |

Im Jahr 1831 wurde mit 440 Bewohnern die bisher höchste Einwohnerzahl ermittelt. Die Zahlen basieren auf den Daten von cassini.ehess.fr und INSEE.

## Sehenswürdigkeiten

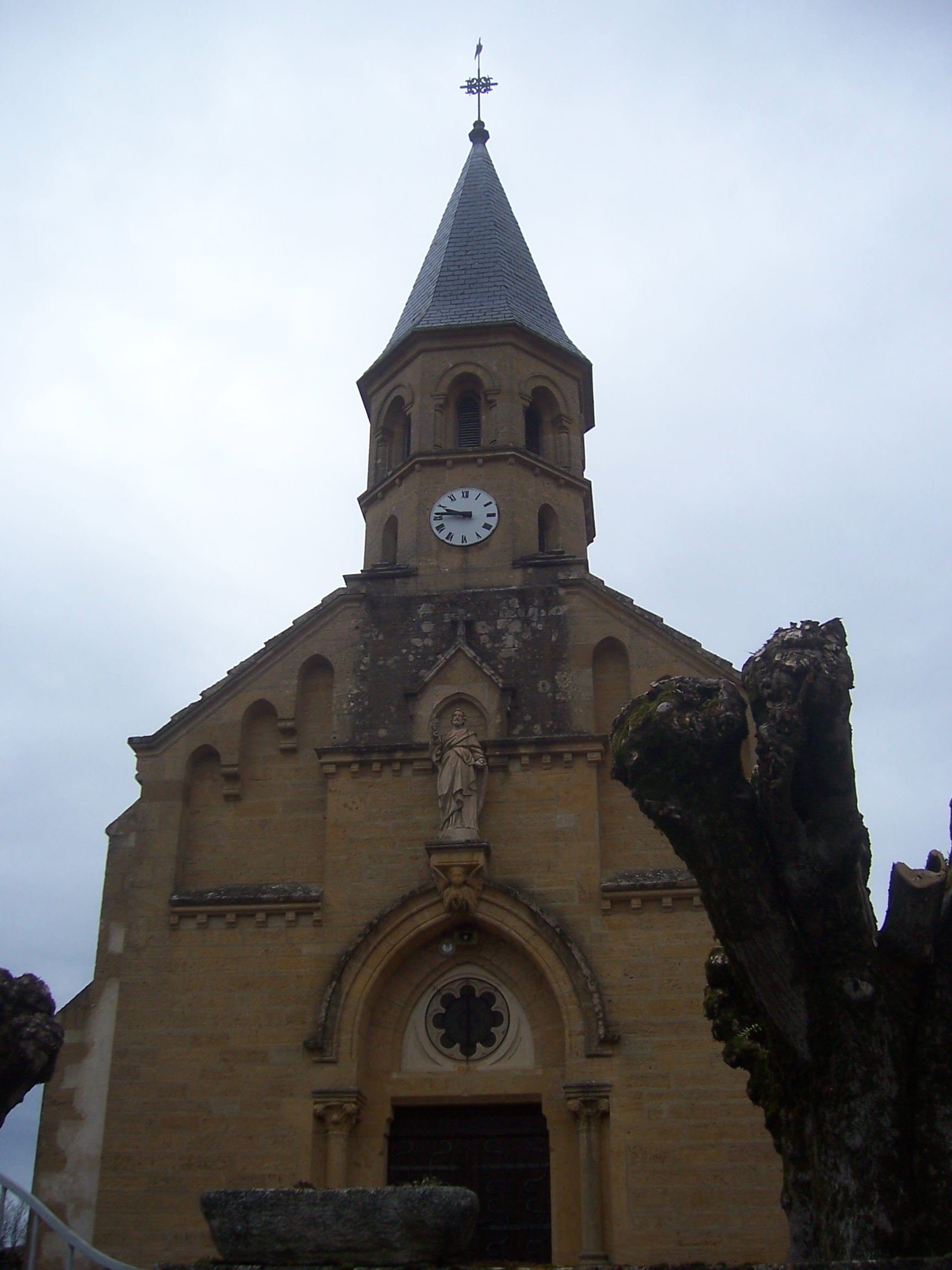
Kirche Saint-Pierre

- Kirche Saint-Pierre
- Flurkreuze

## Wirtschaft und Infrastruktur
In der Gemeinde sind sechs Landwirtschaftsbetriebe ansässig (Rinder- und Pferdezucht).
Ouroux-sous-le-Bois-Sainte-Marie liegt abseits der überregional wichtigen Verkehrswege. Fünf Kilometer westlich der Gemeinde verläuft die Fernstraße D 985 von Charolles nach Lyon.

## Belege
1. ↑  Ouroux-sous-le-Bois-Sainte-Marie auf cassini.ehess.fr
2. ↑  Ouroux-sous-le-Bois-Sainte-Marie auf insee.fr
3. ↑  Landwirtschaftsbetriebe auf annuaire-mairie.fr